# Abbé de Chanvalon
Pour le botaniste, voir Jean-Baptiste Thibault de Chanvalon.
L’abbé de Chanvalon est un religieux et prêtre oratorien  français, mort en 1765.

## Biographie
Il habitait la Provence sur la fin de sa vie. Il se livra à l'étude de la botanique et de l'agriculture, et publia le résultat de ses observations dans un petit ouvrage, le Manuel des champs.
Les deux éditions de 1764 et 1765 sont les seules qui portent le nom de l'auteur, qui disparaît des éditions postérieures. C'est un bon abrégé tiré des meilleures sources ; mais comme les plantes y sont désignées par les noms vulgaires usités en Provence, il est difficile de les reconnaître. L'auteur en indique plusieurs qui croissent sur les Alpes, et il dit en avoir fait connaître une centaine à Fardel, botaniste provençal, qui a écrit sur les plantes de son pays. Il a voulu donner aux amateurs un manuel utile et pratique, en s'inspirant des meilleurs auteurs agronomiques de l'époque.
Chanvalon était plus habile agronome que botaniste ; il s'étend beaucoup sur les jardins, qu'il recommande de couper par des murs pour augmenter la chaleur et affaiblir la violence du vent, comme cela se pratiquait avec tant d'avantages au village de Montreuil, près de Paris. Il donne aussi des détails fort étendus sur les melons.
L'ouvrage fut réimprimé avec des corrections et additions en 1769 par les soins du Père d'Ardennes, qui y réunit un autre ouvrage, Économie rustique, ou Notions simples sur la botanique, la médecine, la pharmacie, la cuisine et l'office.
L'ouvrage connut un grand succès et fut réimprimé jusqu'en 1786, à Liège. La première partie concerne les jardins (aménagement, outils, travaux) ; la seconde traite des champs, prés et bois, et contient plusieurs chapitres sur la vigne et le vin, la bière, le cidre, l'hydromel et autres boissons, ainsi que sur la chasse et la pêche. Le livre III traite des animaux domestiques, de la basse-cour, d'apiculture et de sériciculture. Le livre IV est consacré à la cuisine et à la pâtisserie, avec de nombreuses recettes de gâteaux, de confitures, de liqueurs et ratafiats.
- Manuel des champs, ou Recueil instructif, contenant tout ce qui est le plus utile pour vivre à la campagne avec agrément, Paris, 1763 ; 2e éd., Paris : Lottin le jeune, 1764 et 1765, in-12, XXIV-580 p. ; 3e éd. (par le Père d’Ardennes), Paris : chez Lottin le jeune, 1769, in-12, XXIV-580 p. ; 4e éd., Paris : Lottin le jeune, 1780, in-8°, XX-578 p. ; 5e éd., Paris : Delalain, 1785, in-12[1]

## Source partielle
- « Abbé de Chanvalon », dans Louis-Gabriel Michaud, Biographie universelle ancienne et moderne : histoire par ordre alphabétique de la vie publique et privée de tous les hommes avec la collaboration de plus de 300 savants et littérateurs français ou étrangers, 2e édition, 1843-1865 [détail de l’édition]
- Gabriel Peignot, Dictionnaire historique et bibliographique: contenant l'histoire abrégée des personnages illustres, célèbres ou fameux de tous les siècles et de tous les pays du monde, qui se sont fait un nom par leurs écrits, leurs inventions, leurs découvertes, leurs erreurs, leurs vertus ou leurs crimes : avec l'histoire des dieux et des héros de la mythologie, vol. 2, Paris, Philippe, 1832 (lire en ligne), p. 574.